# Enveitg
Enveitg (in catalano Enveig) è un comune francese di 682 abitanti situato nel dipartimento dei Pirenei Orientali nella regione dell'Occitania.

## Geografia fisica

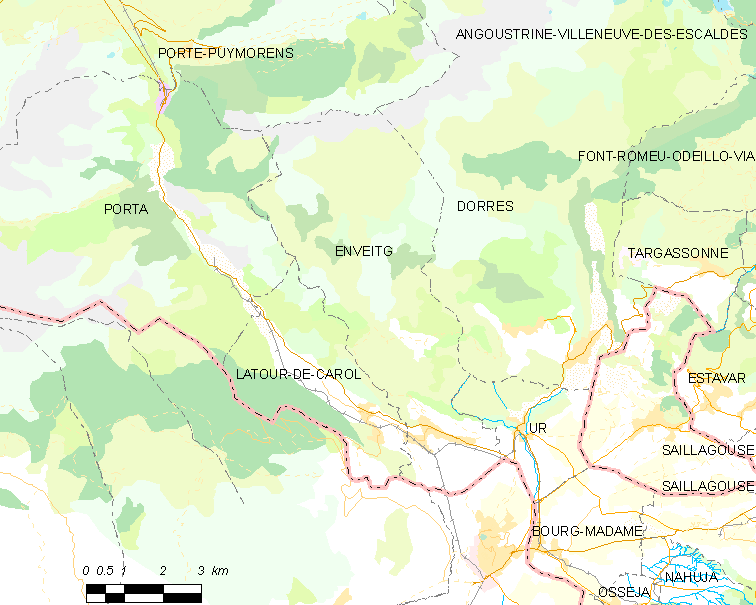
Situazione di Enveitg

Fa parte della regione storica nota come Cerdagna.

## Società

### Evoluzione demografica
Abitanti censiti